# Зелений Курган (Ульяновська область)
Зелений Курган (рос. Зелёный Курган) — селище в Кузоватовському районі Ульяновської області Російської Федерації.
Населення становить 2 особи. Входить до складу муніципального утворення Єделевське сільське поселення.

## Історія
Від 2004 року входить до складу муніципального утворення Єделевське сільське поселення.

## Населення
| 2010 |
| ---- |
| 2    |